# Geoff Wisner
Geoff Wisner é um autor americano, crítico de livros e editor. Seus artigos aparecem em publicações como The Christian Science Monitor, Words Without Borders, Transition Magazine, Boston Globe, Wall Street Journal e Wild Earth. Ele é graduado pela Universidade de Harvard (1980). Ele atualmente mora na cidade de Nova York. Ele é casado com Jennifer Marie Brissett, uma escritora.

## Livros
- Thoreau's Animals, publicado pela Yale University Press (2017)[2]
- Wildflowers de Thoreau, publicado pela Yale University Press (2016)[2]
- African Lives: An Anthology of Memoirs and Autobiographyes, publicado por Lynne Rienner Publishers (2013)[3]
- A Basket of Leaves: 99 Books That Capture the Spirit of Africa,[4] publicado pela Jacana Media (2007)

## Revisões de trabalho
- Poesia escrita fora de indignação: The Rising of the Ashes por Tahar Ben Jelloun, The Quarterly Conversation (2010)
- Magical Realist Africa: A River Called Time de Mia Couto, The Quarterly Conversation (2010)
- Dreams in a Time of War: A Childhood Memoir de Ngũgĩ wa Thiong'o, The Quarterly Conversation (2010)
- Beneath the Lion's Gaze por Maaza Mengiste, The Christian Science Monitor (2010)
- The Journal of Henry David Thoreau editado por Damion Searls, The Quarterly Conversation (2009)
- A educação de uma criança protegida pelos britânicos por Chinua Achebe, The Christian Science Monitor (2009)
- Tornando-se americanos editado por Ilan Stavans, The Christian Science Monitor (2009)
- O padrão no tapete por Margaret Drabble, The Christian Science Monitor (2009)
- The Thing Around Your Neck por Chimamanda Ngozi Adichie, The Quarterly Conversation (2009)
- An Elegy for Easterly, de Petina Gappah, The Christian Science Monitor (2009)
- Gods and Soldiers: The Penguin Anthology of Contemporary African Writing por Rob Spillman (editor), The Quarterly Conversation (2009)
- "Solo in the Congo", Blood River: A Journey to Africa's Broken Heart por Tim Butcher, Wall Street Journal (2008)
- "O amor, como a violência, pode ser aleatório", The Stone Virgins de Yvonne Vera, African Review of Books (2004)
- "A história do Congo na vida de um homem", The Fire of Origins de Emmanuel Dongala, African Review of Books (2001)
- "Abusos do Haiti", The Uses of Haiti por Paul Farmer, Transition 66 (1995)
- "Wolves in the Hills", High Noon in Southern Africa de Chester Crocker, Transition 60 (1993)
- "Dry Season", African Laughter: Four Visits to Zimbabwe por Doris Lessing, Transition 59 (1993)
- As vidas de Beryl Markham por Errol Trzebinski, Boston Sunday Globe (1993)

## Artigos
- "Fleurs du Mal: Uma visita ao Haiti", Global Exchange (1997)
- "Haiti como um destino turístico", Global Exchange (1997)
- "Noted With Pleasure", trecho de The Best of Bad Hemingway, The New York Times (1992)

## Entrevistas
- 99 livros africanos essenciais: The Geoff Wisner Interview, A Quarterly Conversation Interview with Scott Esposito (setembro de 2009)
- Laura Comentários...[ligação inativa] Laura Cococcia entrevista Geoff Wisner (abril de 2009)
- Entrevista com Geoff Wisner conduzida por Victor Dlamini no SAfm. (julho de 2007)